# سیستم فایل در فضای کاربری
سیستم فایل در فضای کاربری (به انگلیسی: Filesystem in Userspace) یا به اختصار FUSE (با تلفظ فیوز)، راهکاری در سیستم‌عاملهای شبه یونیکس است که به کاربران غیر ممتاز اجازه می‌دهد تا بدون نیاز به ویرایش کردن کدهای هسته سیستم‌عامل، سیستم‌فایل‌های خودشان را ایجاد کنند. این کار با اجرا کردن کدهای سیستم فایل در فضای کاربری صورت می‌گیرد و ماژول FUSE هم تنها یک «پل» به رابط‌های هسته را فراهم می‌کند. پیاده‌سازی اصلی و رایج این تکنولوژی، به صورت یک ماژول قابل بارگذاری در هسته است و تحت پروانه جی‌پی‌ال و ال‌جی‌پی‌ال منتشر می‌شود. FUSE یک نرم‌افزار آزاد است. سیستم FUSE در اصل جزئی از AVFS بود، اما بعداً به یک پروژه مستقل در سورس‌فورج تبدیل شد. پیاده‌سازی فیوز در سیستم‌عامل‌های لینوکس، فری‌بی‌اس‌دی، نت‌بی‌اس‌دی، اوپن‌سولاریس، مینیکس ۳، اندروید و مک اواس ده در دسترس است. این پیاده‌سازی به صورت رسمی در نسخه ۲٫۶٫۱۴ هسته لینوکس ادغام شد.
در مارس ۲۰۱۳، Sylvestre Gallon این تکنولوژی را مجدداً پیاده‌سازی کرد و آن را تحت پروانه آی‌اس‌سی منتشر نمود. پیاده‌سازی گالون در ژوئن ۲۰۱۳ در سیستم‌عامل اوپن‌بی‌اس‌دی گنجانده شد.
فیوز خصوصاً برای پیاده‌سازی کردن سیستم فایل‌های مجازی مناسب است. برخلاف سیستم فایل‌های سنتی که اطلاعات را بر روی دیسک ذخیره و بازیابی می‌کنند، سیستم فایل‌های مجازی خودشان عملاً هیچ اطلاعاتی را ذخیره نمی‌کنند. آنها به عنوان یک نمایش یا ترجمه یک فایل سیستم یا یک دستگاه ذخیره‌سازی موجود عمل می‌کنند.